# Eurolines
Eurolines — объединение компаний, осуществляющих дальние пассажирские автобусные перевозки по всей Европе, а также в Марокко. Организация была образована в 1985 году. Штаб-квартира Eurolines была расположена в Брюсселе. С апреля 2019 года операторы, расположенные во Франции, Нидерландах, Бельгии, Чехии и Испании принадлежали Flixbus.
По состоянию на 2006 год в объединение входят 32 компании. Все они работают под единым брендом и придерживаются общих стандартов качества и условий предоставления услуг.
Центры продажи билетов Eurolines располагаются обычно в центре городов, рядом с автобусными и железнодорожными вокзалами. Там же останавливаются и сами автобусы.
Подвижной состав Eurolines — современные автобусы междугороднего (туристического) класса с высоким уровнем комфорта.
В июле 2020 года было объявлено о ликвидации компании, принадлежащей Flixbus. Однако операторы Eurolines продолжают работу, в частности, в Германии, Австрии, Латвии, Литве, Эстонии.